# Rasid Gezzal
Rasid Gezzal (Décines-Charpieu, 1992. május 9. –) francia születésű algériai labdarúgó, aki középpályásként játszik. A Beşiktaş JK labdarúgója.

## Pályafutása

### Klubcsapatban

#### Olympique Lyon
Gezzal 2010 júliusában írta alá első profi szerződését, öt évre szerződve az Olympique Lyonhoz. Az ezt követő két idényt az amatőr bajnokságban szereplő tartalékcsapatban töltötte. Rémi Garde vezetőedző hívta fel a nagy csapathoz a 2012-13-as szezont megelőzően. A Lyonban október 4-én debütált az Európa-liga csoportkörében, az izraeli Íróní Kirjat Smóná elleni mérkőzésen.
A 2013-14-es szezonban súlyos hátsérülést szenvedett, így több hónapos kihagyást követően 2014. január 10-én térhetett vissza, de nem jutott sok játéklehetőséghez. A 2015-16-os szezontól vált meghatározó tagjává a csapatnak, ebben az idényben nyolc gólt és nyolc gólpasszt jegyzett. A következő bajnokságban 26 találkozón kétszer volt eredményes, de lejáró szerződését nem újították meg.

#### AS Monaco
2017. augusztus 8-án igazolta le a bajnoki címvédő AS Monaco.

#### Leicester City
2018. augusztus 5-én négyéves szerződést írt alá a Leicester City csapatával.

### Válogatott
Származása révén Gezzal jogosult volt az algériai és a francia válogatottban való részvételre is. 2013-ban tagja volt a francia U20-as válogatottnak és játszott a Touloni Ifjúsági Tornán. Felnőtt szinten az algériai válogatottat választotta, ahol 2015-ben mutatkozott be. Első válogatott gólját 2016. március 23-án szerezte Etiópia ellen.

## Statisztika

### Klub
2017. május 24-én frissítve.
| Klub           | Szezon         | Bajnokság     | Bajnokság | Kupa          | Kupa  | Nemzetközi kupa | Nemzetközi kupa | Összesen      | Összesen |
| Klub           | Szezon         | Pályára lépés | Gólok     | Pályára lépés | Gólok | Pályára lépés   | Gólok           | Pályára lépés | Gólok    |
| -------------- | -------------- | ------------- | --------- | ------------- | ----- | --------------- | --------------- | ------------- | -------- |
| Lyon           | 2012–13        | 14            | 1         | 2             | 0     | 4               | 0               | 20            | 1        |
| Lyon           | 2013–14        | 0             | 0         | 0             | 0     | 0               | 0               | 0             | 0        |
| Lyon           | 2014–15        | 18            | 0         | 3             | 0     | 2               | 0               | 23            | 0        |
| Lyon           | 2015–16        | 29            | 8         | 5             | 2     | 4               | 0               | 38            | 10       |
| Lyon           | 2016–17        | 26            | 2         | 1             | 0     | 11              | 0               | 38            | 2        |
| Karrier összes | Karrier összes | 87            | 11        | 11            | 2     | 21              | 0               | 119           | 13       |

### Válogatott góljai
Az eredmény minden esetben az algériai válogatott szempontjából értendőek.
| Gól | Dátum             | Helyszín                                 | Ellenfél | Állás a gól után | Végeredmény | Versenysorozat                            |
| --- | ----------------- | ---------------------------------------- | -------- | ---------------- | ----------- | ----------------------------------------- |
| 1.  | 2016. március 23. | Mustapha Tchaker Stadion, Blida, Algéria | Etiópia  | 6–0              | 7–1         | 2017-es afrikai nemzetek kupája selejtező |

## Külső információ
- Rachid Ghezzal Francia bajnoki statisztikák az LFP.fr oldalán (franciául)
- Rasid Gezzal az L’Équipe labdarúgásról szóló oldalán (franciául)
- Rasid Gezzal az UEFA adatbázisában (angolul)